# Johannes Marx (Politikwissenschaftler)
Johannes Marx (* 1976) ist ein deutscher Politikwissenschaftler und Professor an der Universität Bamberg. Seit 2011 verantwortet er dort den Lehrstuhl für Politische Theorie. Seine Forschungsschwerpunkte sind Agent-based Modelling, Methoden der Sozial- und Geisteswissenschaften sowie Theorien zu Ökonomie und Gerechtigkeit.

## Biografie
Marx studierte Politikwissenschaft, Philosophie und Jura an der Johannes Gutenberg Universität Mainz, wo er 2005 mit einer Arbeit über Forschungsprogramme in der Politikwissenschaft seinen Doktorgrad in Philosophie erlangte. 2011 folgte er dem Ruf der Universität Bamberg als Professor und Lehrstuhlinhaber für Politische Theorie.

## Forschung
Seit 2020 finanziert die Deutsche Forschungsgemeinschaft ein Projekt von Johannes Marx in Zusammenarbeit Olivier Roy mit dem Titel „Nicht-hierarchische Gruppen mit Akteursqualität: Eine spieltheoretische und computergestützte Analyse“. Das Forschungsprojekt untersucht horizontale kollektive Akteure und wie gemeinsame Überzeugungen der Mitglieder die Entstehung und Stabilität dieser nicht-hierarchischen Gruppen beeinflusst.